# Ronde van Italië 2021/Zestiende etappe
De zestiende etappe van de Ronde van Italië 2021 werd verreden op 24 mei van Sacile naar Cortina d'Ampezzo en was 153 kilometer lang. De etappe zou oorspronkelijk over 212 kilometer gaan, maar in verband met de weersomstandigheden werden de beklimmingen over de Passo Fedaia en de Passo Pordoi geschrapt. Rozetruidrager Egan Bernal was overtuigend de beste na een aanval op de slotklim. Hij hield stand in de afdaling.
| Sacile – Cortina d'Ampezzo (212,0 153,0 km) |                  |                       |          |
| Plaats                                      | Naam             | Ploeg                 | Tijd     |
| 1                                           | Egan Bernal      | INEOS Grenadiers      | 4u22'41" |
| 2                                           | Romain Bardet    | Team DSM              | + 27"    |
| 3                                           | Damiano Caruso   | Bahrain-Victorious    | z.t.     |
| 4                                           | Giulio Ciccone   | Trek-Segafredo        | + 1'18"  |
| 5                                           | Hugh Carthy      | EF Education-Nippo    | + 1'19"  |
| 6                                           | João Almeida     | Deceuninck–Quick-Step | + 1'21"  |
| 7                                           | Aleksandr Vlasov | Astana-Premier Tech   | + 2'11"  |
| 8                                           | Gorka Izagirre   | Astana-Premier Tech   | + 2'31"  |
| 9                                           | Davide Formolo   | UAE Team Emirates     | + 2'33"  |
| 10                                          | Tobias Foss      | Team Jumbo-Visma      | z.t.     |
|                                             |                  |                       |          |
| 19                                          | Koen Bouwman     | Team Jumbo-Visma      | + 7'33"  |
| 30                                          | Louis Vervaeke   | Team DSM              | + 11'48" |

| Algemeen klassement |                  |                       |           |
| Plaats              | Naam             | Ploeg                 | Tijd      |
| Roze trui           | Egan Bernal      | INEOS Grenadiers      | 66u36'04" |
| 2                   | Damiano Caruso   | Bahrain-Victorious    | + 2'24"   |
| 3                   | Hugh Carthy      | EF Education-Nippo    | + 3'40"   |
| 4                   | Aleksandr Vlasov | Astana-Premier Tech   | + 4'18"   |
| 5                   | Simon Yates      | Team BikeExchange     | + 4'20"   |
| 6                   | Giulio Ciccone   | Trek-Segafredo        | + 4'31"   |
| 7                   | Romain Bardet    | Team DSM              | + 5'02"   |
| 8                   | Daniel Martínez  | INEOS Grenadiers      | + 7'17"   |
| 9                   | Tobias Foss      | Team Jumbo-Visma      | 8'20"     |
| 10                  | João Almeida     | Deceuninck–Quick-Step | + 10'01"  |
|                     |                  |                       |           |
| 16                  | Koen Bouwman     | Team Jumbo-Visma      | + 23'50"  |
| 19                  | Remco Evenepoel  | Deceuninck–Quick-Step | + 28'07"  |

## Opgaves
- Thomas De Gendt (Lotto Soudal): niet gestart
- Sébastien Reichenbach  (Groupama-FDJ): opgave in de rit

1e etappe ·
2e etappe ·
3e etappe ·
4e etappe ·
5e etappe ·
6e etappe ·
7e etappe ·
8e etappe ·
9e etappe ·
10e etappe ·
11e etappe ·
12e etappe ·
13e etappe ·
14e etappe ·
15e etappe ·
16e etappe ·
17e etappe ·
18e etappe ·
19e etappe ·
20e etappe ·
21e etappe
Startlijst · Eindstanden · Afbeeldingen